# Antimoniuro di gallio
L'antimoniuro di gallio (GaSb) è un semiconduttore composto da gallio e antimonio del gruppo III-V.

## Applicazioni
GaSb può essere usato nei sensori a infrarossi, LED infrarossi, nei laser e nei transistor a semiconduttore.